# Trithemis pluvialis
Trithemis pluvialis – gatunek ważki z rodziny ważkowatych (Libellulidae). Występuje w Afryce Subsaharyjskiej – od Kenii na zachód po Angolę i na południe po RPA.
W RPA imago lata od listopada do końca kwietnia. Długość ciała 37–39 mm. Długość tylnego skrzydła 29–30 mm.